# Санаєва Олена Всеволодівна
Олена Всеволодівна Санаєва — радянська і російська російська акторка. Заслужена артистка РРФСР (1990). Народна артистка Російської Федерації (2022).

## Життєпис
Народилася 21 жовтня 1942 року в родині актора В. В. Санаєва. Закінчила Державний інститут театрального мистецтва (1966) в Москві. Актриса Театру-студії кіноактора.
З 2009 року — актриса театру «Школа сучасної п'єси».
Вдова кінорежисера, сценариста, актора, народного артиста СРСР Ролана Бикова.

## Фільмографія
- «Головний свідок» (1969)
- «Довіра» (1972, т/ф, 2 с, Мар'яна)
- «Докер» (1973)
- «Чесне чарівне» (1975)
- «Пригоди Буратіно» (1975, т/ф)
- «Ніс» (1977)
- «Спокуса» (1978)
- «Куди зник Фоменко?» (1981, т/ф)
- «Весільний подарунок» (1982, Ольга)
- «Я сюди більше ніколи не повернуся» (1990)
- «Царське полювання» (1990)
- «Княжна Тараканова» та ін.